# Encephalosphaera
- Commons
- Wikispecies

Encephalosphaera Lindau, segundo o Sistema APG II, é um gênero botânico da família Acanthaceae, natural das regiões tropicais da América do Sul

## Espécies
O gênero apresenta três espécies:
- Encephalosphaera lasiandra
- Encephalosphaera puberula
- Encephalosphaera vitellina
- «Lista das espécies»

## Nome e referências
Encephalosphaera Lindau, 1904

## Classificação do gênero
| Sistema | Classificação                       | Referência            |
| ------- | ----------------------------------- | --------------------- |
| APG II  | Ordem Lamiales, família Acanthaceae | APweb, versão 9, 2008 |